# چیکو هونما
چیکو هونما (ژاپنی: 本間 知恵子) بازیکن فوتبال اهل ژاپن و عضو تیم ملی فوتبال ژاپن است که در تاریخ ۷ ژوئن ۱۹۸۱ میلادی اولین بازی ملی‌اش را انجام داد. او در ۳ بازی ملی حضور داشت و آخرین بازی ملی خود را در تاریخ ۱۳ ژوئن ۱۹۸۱ میلادی انجام داد. چیکو هونما در بازی‌های ملی‌اش
گلی به ثمر نرساند.